# Dědkův mlýn
Dědkův mlýn také Dědek, Křížův nebo Křížový mlýn se nachází na řece Loděnice na katastrálním území Unhoště u obce Malé Kyšice v okrese Kladno. V registru RÚIAN je název Dědkův mlýn přidělen jakožto uliční název celé cestní síti (jako příslušné město udáváno Unhošť) v oblasti okrouhlého ostrohu či poloostrova zvaného Okrouhlík, které je zde Loděnicí obtékán a u jehož šíje mlýn stojí. Celkem 8 budov, převážně rekreačních chat, je k této „ulici“ (fakticky spíše osadě) v RÚIAN přiřazeno, naprostá většina chat však k žádnému uličnímu názvu přiřazena není a paradoxně dokonce ani samotný Dědkův mlýn, který má číslo evidenční 488. 

## Historie
Mlýn se nachází na řece Loděnice mezi obcemi Malé Kyšice a Podkozí. Název je odvozen od jména mlynáře Martina Dědka, o němž jsou písemné zprávy v první polovině 18. století. Od roku 1840 byl majitelem Václav Jahoda. Písemná zmínka pocházející z pozemkové knihy z roku 1875 uvádí jako majitele manžele Štíbrovy. Dalším majitelem byla Marie Grunclová a od roku 1880 mlynář Josef, který se s majitelkou mlýna oženil. V roce 1897 byl mlýn prodán v exekuční dražbě Karlu Špačkovi, manželé Grunclovi zůstali na mlýně jako nájemci. V roce 1904 byl majitelem Václav Štěpánek (od roku 1908 se svou manželkou Karolinou), který po roce 1918 postavil u mlýna pilu. V roce 1947 byl mlýn prodán Josefu a Marii Neprašovým. Mlýn byl v roce 1948 vyvlastněn a obchodní družstvo Jednota v něm provozovalo obchod s potravinami. V roce 1992 byl mlýn restituován původním majitelům. Mlýn byl rekonstruován na minipivovar a okolí mlýna je aktuálně přetvářeno na veřejný park.

## Popis
Mlýn je jednopatrová zrekonstruovaná budova s vysokým štítem a přilehlým parkem. Nad mlýnem byl rybník, z něhož náhonem byla přiváděná voda na mlýnské kolo. V roce 1930 byla ve mlýně využívána Francisova turbína s výkonem 19 HP. Mlýn je bez mlecího vybavení (2020). Před západní průčelí se nachází vodní kolo na vrchní vodu a rozsáhlý veřejný venkovní odpočinkový prostor u rybníka.

## Zajímavosti
- U mlýna se nachází stejnojmenná osada Dědkův mlýn, která patří mezi vyhledávaná turistická a cyklistická výletní místa.
- Mlýn byl využit k natáčení filmu Z českých mlýnů v roce 1941.[4]